# 北小路光香
北小路光香（きたこうじみつよし、享保5年（1720年）6月18日 -　没年不明）は、江戸時代中期の公卿。
外山光和の次男。江戸時代に一時断絶した日野流北小路家を再興し、第3代当主となる。

## 官歴
- 享保19年（1734年）：従五位上、侍従
- 元文3年（1738年）：正五位下
- 寛保3年（1743年）：従四位下
- 延享2年（1745年）：刑部大輔
- 延享4年（1747年）：中務大輔、従四位上
- 宝暦元年（1751年）：正四位下
- 宝暦7年（1757年）：従三位
- 宝暦13年（1763年）：正三位

## 系譜
- 父：外山光和
- 兄：外山光任
- 子：北小路光教